# Jardim Alfredo Keil

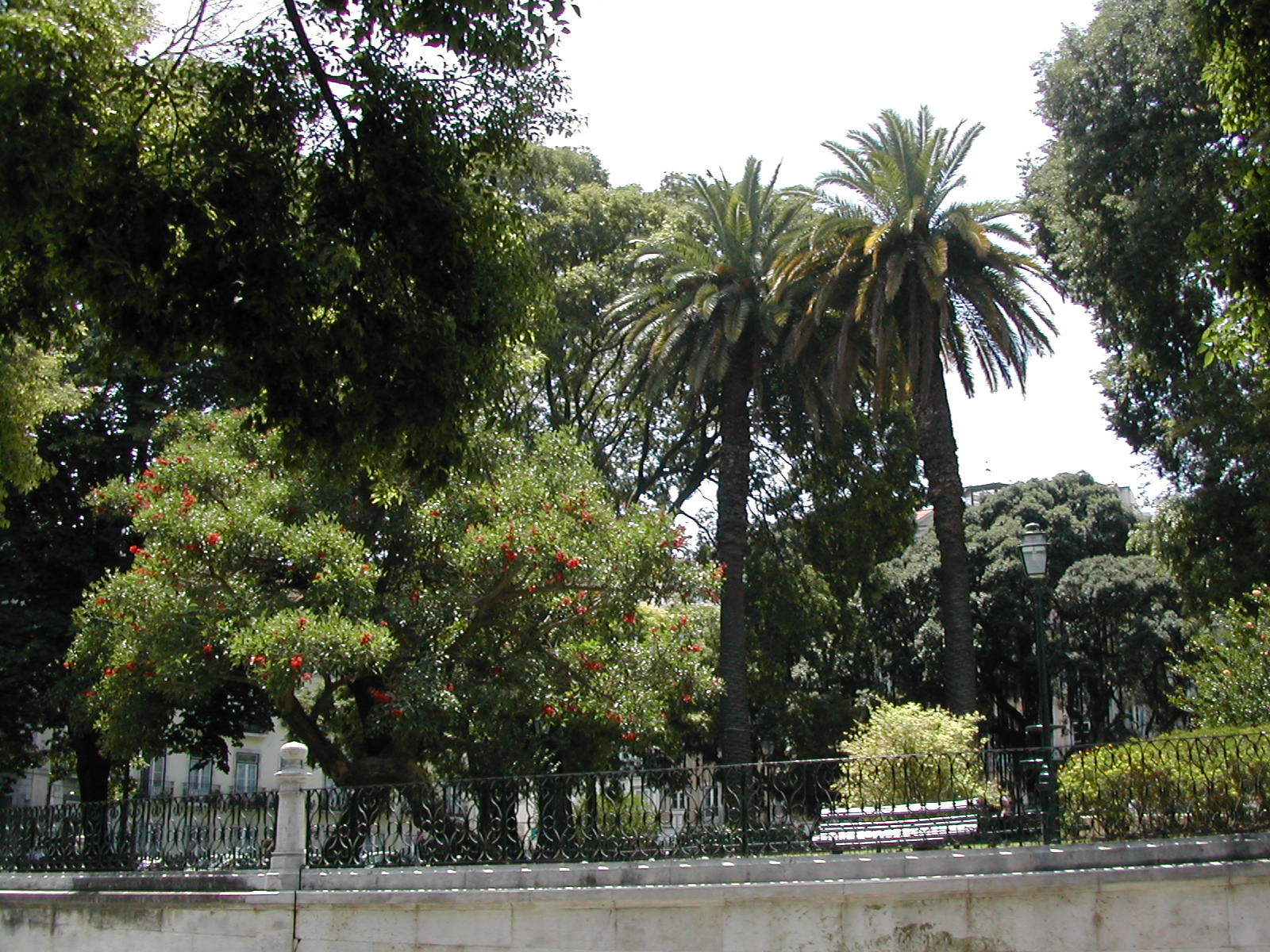
Der Jardim Alfredo Keil

Der Jardim Alfredo Keil ist eine Parkanlage in der portugiesischen Hauptstadt Lissabon. Er wurde 1882 in der Mitte der Praça da Alegria in der Stadtgemeinde Santo António angelegt und umfasst etwa 0,5 ha.
Benannt ist er nach dem Musiker, Maler und Dichter Alfredo Keil (1854–1907), dem Komponisten der portugiesischen Nationalhymne A Portuguesa. Seine Büste steht an der Westseite des Parkes. 
Koordinaten: 38° 43′ 4″ N, 9° 8′ 42″ W